# St. Laurentius (Wolfsbehringen)

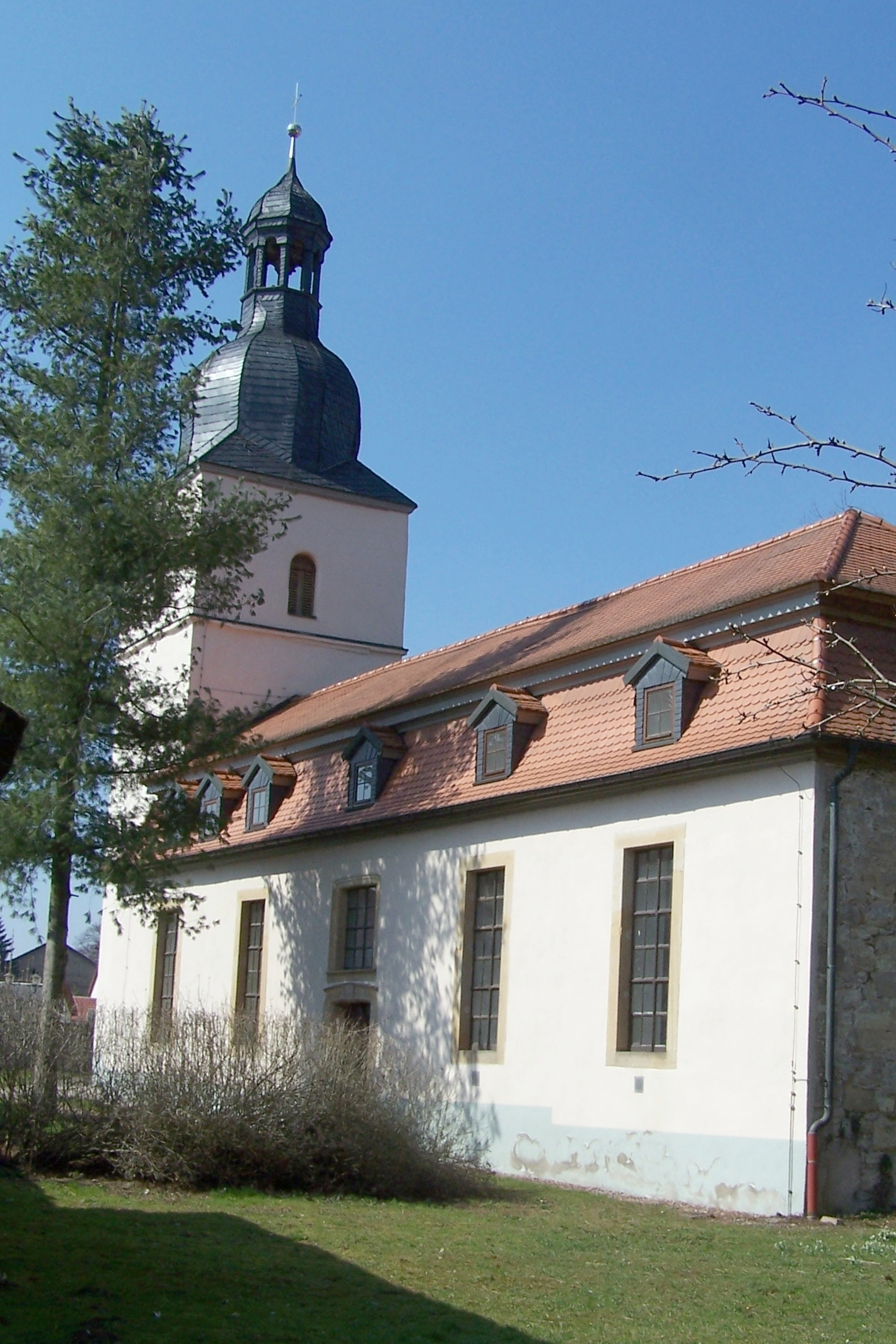
St. Laurentius

Die evangelisch-lutherische denkmalgeschützte Kirche St. Laurentius steht in Wolfsbehringen, einem Ortsteil der Gemeinde Hörselberg-Hainich im Wartburgkreis in Thüringen. Die Laurentiuskirche gehört zur Kirchengemeinde Behringen im Pfarrbereich Behringen der Region Nessetal-Hainich im Kirchenkreis Gotha der Evangelischen Kirche in Mitteldeutschland.

## Beschreibung
Die Saalkirche wurde 1762 unter Verwendung älterer Bauteile anstelle der alten Laurentiuskirche von 1475 erbaut. Im Osten hat sie drei vermauerte spitzbogige Fenster. Das Langhaus mit fünf Achsen ist mit einem Mansarddach bedeckt. Der eingezogene Kirchturm im Westen wurde 1580 angebaut, er wurde bereits 1744 ausgebessert. Die schiefergedeckte Haube, auf der eine Laterne sitzt, erhielt er 1793. 
Der Innenraum wurde 1905 neubarock ornamental ausgemalt, das Mittelfeld der Decke erhielt ein Gemälde mit der Bergpredigt im Nazarenerstil. Die Empore im Norden ist zweigeschossig. Der neubarocke Kanzelaltar ist mit einem gemalten, blauen Vorhang hinterlegt. Die Mensa von 1905 aus Sandstein hat Engelköpfe auf Säulen. Die Kanzel mit den Figuren der Evangelisten stammt vom  Anfang des 17. Jahrhunderts. Das Taufbecken von 1650 ist mit Engelköpfen, Masken und Fruchtgehängen verziert. Die Orgel mit 23 Registern, verteilt auf zwei Manuale und das Pedal, wurde 1822 von Valentin Knauf gebaut.